# Sam Roberts
Pour les articles homonymes, voir Roberts.
Sam Roberts est un auteur-compositeur-interprète de rock canadien, né le 2 octobre 1974 à Westmount, au Québec. Son premier EP The Inhuman Condition, atteint les palmarès canadiens en 2002. Il est également membre du supergroupe canadien Anyway Gang, qui a lancé son premier album éponyme en 2019.
Sam Roberts a été nommé, avec son groupe, pour quatorze Prix Juno, en remportant six, dont celui de l'Artiste de l'année à deux reprises (2004 et 2009) et celui de l'Album de l'année (2004).

## Naissance et débuts sur la scène musicale
Sam Roberts naît le 2 octobre 1974, à Westmount, une ville enclavée dans Montréal, Québec. Ses parents sont immigrants venants de l'Afrique du Sud et arrivèrent au Canada que trois semaines avant sa naissance. Il grandira sur l'avenue Cedar à Pointe-Claire et sera diplômé de l'école primaire St Edmund à Beaconsfield, de l'école secondaire Loyola (en) à N.D.G., du collège John Abbot ainsi que de l'Université McGill. En 1998, il obtient un baccalauréat en arts en anglais.
Roberts forme son premier groupe, Williams, en 1993, qui change de nom en 1998 pour devenir Northstar. Il lance un EP en tant que Williams en 1996 et un autre sous le nom de Northstar en 1998. Ce groupe s'est dissous en 1999.

## En tant que «Sam Roberts» (2002-2010)
À la suite de la dissolution de Northstar, Roberts enregistre une démo de douze titres intitulée « Brother Down », qui formera la base de l'EP, The Inhuman Condition qui sortira en 2002. Les titres "Brother Down » et "Don't Walk Away Eileen" connaissent une percée dans le marché canadien cette année.
En août 2002, Roberts signe avec Universal Music. En novembre de cette même année, Roberts gagne un prix CASBY dans la catégorie de "nouvel artiste préféré". Son premier album, We Were Born in a Flame sera lancé en 2003. Les simples « Where Have All the Good People Gone? » et « Hard Road » remportants du succès sur le marché canadien. L'album recevra la certification de double platine au Canada et gagnera les prix pour l'album de l'année, l'album rock de l'année et l'artiste de l'année aux Prix Juno de 2004.
Le deuxième album de Roberts, Chemical City, sortira en avril 2006, et le premier simple, « The Gate », sera un grand succès à la radio canadienne. Le deuxième simple, « Bridge to Nowhere », remportera le Prix Juno de la vidéo de l'année en 2007. Cet album sera certifié comme disque platine.

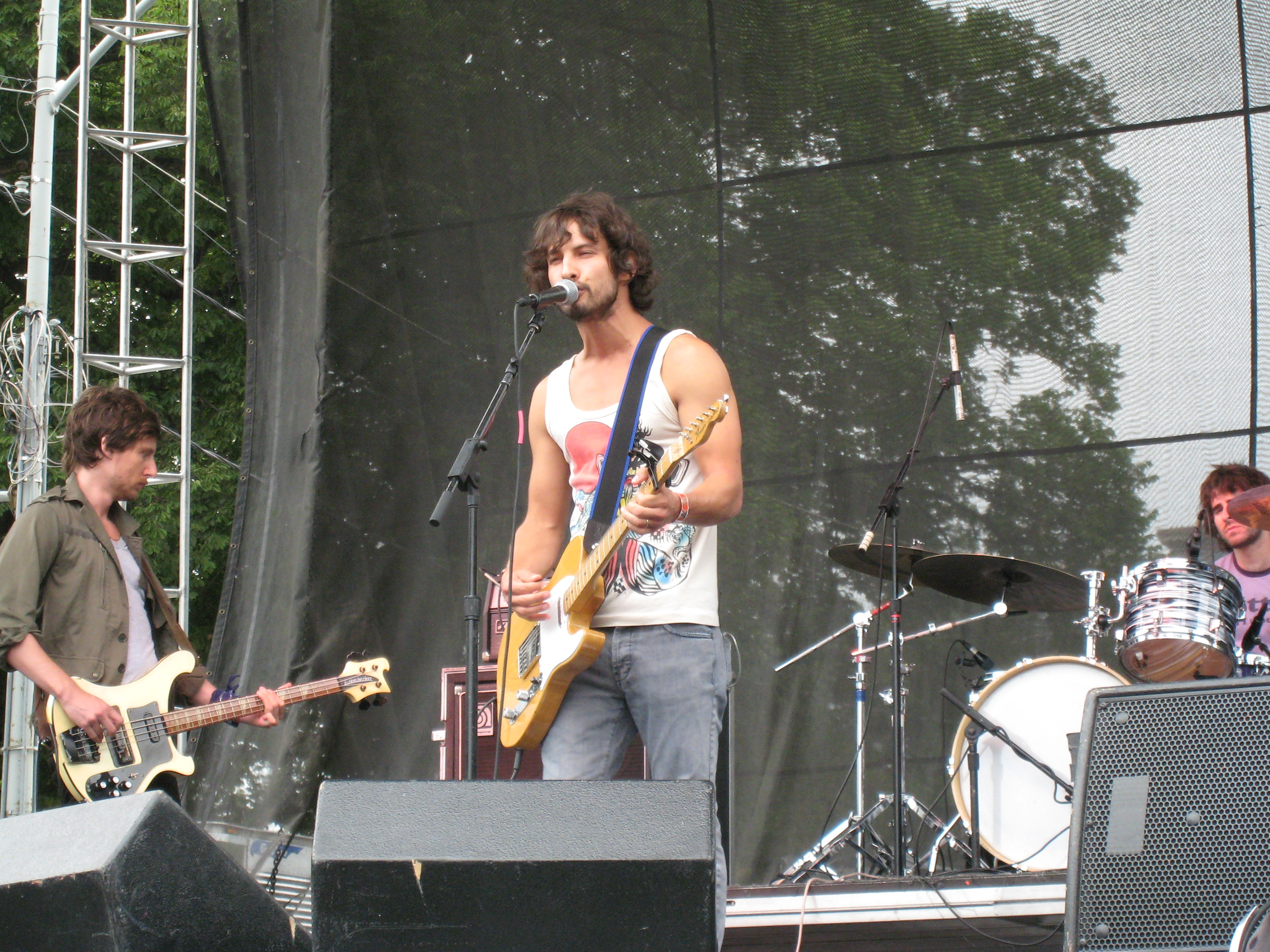
Sam Roberts sur scène à Lollapalooza en 2007

Son troisième album, Love at the End of the World, sortira en mai 2008 et fera ses débuts au premier rang sur le tableau des albums canadiens, une première pour Roberts. Le premier simple, « Them Kids », fera ses débuts sur iTunes le 4 mars 2008. Roberts remportera de nouveau les Prix Juno pour l'artiste de l'année et l'album Rock de l'année. L'album sera certifié comme disque d'or.

## En tant que le «Sam Roberts Band» (2011-présent)
Roberts sortira son quatrième album studio, Collider, le 10 mai 2011. Ceci sera le premier album sous le nom de « Sam Roberts Band » à la place de simplement de  « Sam Roberts ». Le premier simple, « I Feel You », est officiellement sorti à la radio canadienne le 28 février, avec une sortie iTunes Canada le 8 mars.
Le 20 novembre 2013, Roberts a annoncé la sortie du prochain album, Lo-Fantasy, qui sera lancé par Paper Bag Records le 11 février 2014. Le Sam Roberts Band sortira le EP Counting the Days le 18 avril 2015. En 2015, le groupe a collaboré avec la brasserie Spearhead de Toronto pour lancer le "Sam Roberts Band Session Ale".
Le sixième album studio, Terraform, sortira le 28 octobre 2016. Terraform sera par la suite nommé pour un Prix Juno en 2017 pour l'album rock de l'année mais perdra face à l'album Man Machine Poem du groupe The Tragically Hip.
Le septième album studio, All of Us, est sorti le 16 octobre 2020 sur le label discographique Secret Weapon / Known Accomplice.

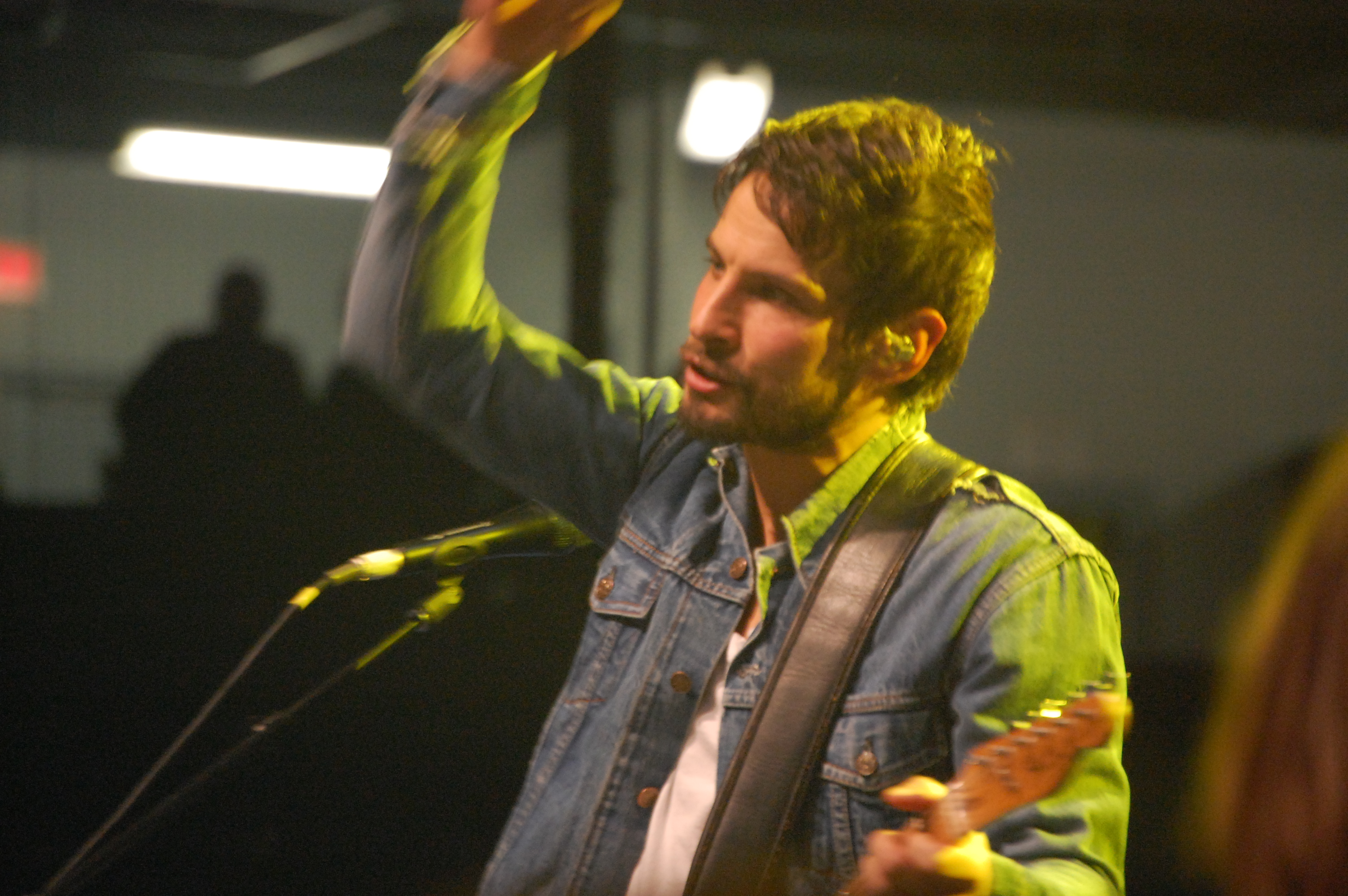
Sam Roberts en 2009 à Hillside Inside en Ontario.

## Discographie

### En solo
- 2003 : We Were Born in a Flame (en)
- 2006 : Chemical City (en)
- 2008 : Love at the End of the World (en)

### Avec leSam Roberts Band
- 2011 : Collider (en)
- 2014 : Lo-Fantasy (en)
- 2016 : TerraForm
- 2020 : All of Us
- 2023 : The Adventures of Ben Blank

### Avec le groupe Anyway Gang
- 2019 : Anyway Gang